# Schneider Euro PC

Werbesticker der „Schneider Computer Division“ aus den 1990er Jahren

Der Schneider Euro PC war ein MS-DOS-basierter Heimcomputer der Schneider Computer Division und wurde ab 1988 vermarktet. Der Markenname war eingetragen auf die Schneider Rundfunkwerke Türkheim AG.

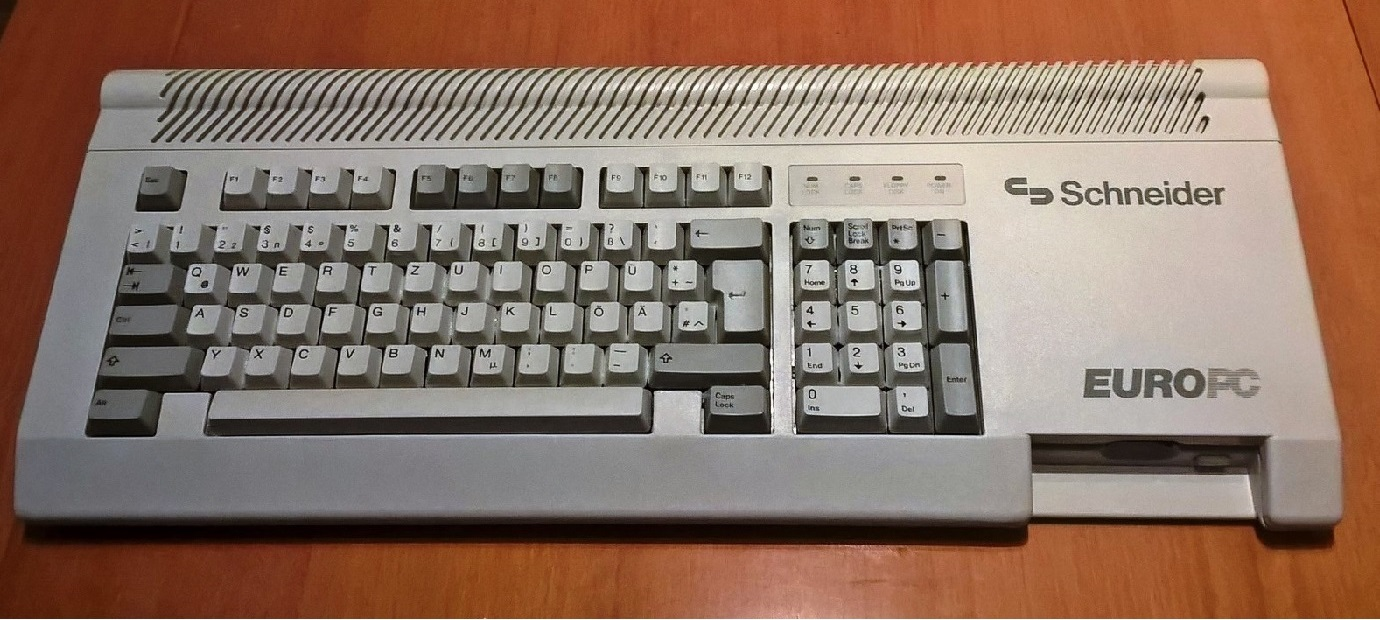
Schneider EuroPC

Er wurde nach den Erfolgen der Schneider-CPC-Serie herausgegeben, um auch im aufkommenden Markt für Heim-PCs ein preiswertes Komplettsystem anzubieten. Wurde die CPC-Serie in Lizenz des englischen Herstellers Amstrad verkauft, war der Schneider Euro PC eine Eigenproduktion. Der Euro PC verwendete einen Siemens-8088-Prozessor (dessen Takt im BIOS oder im Betrieb per Tastenkombination auf 4,77, 7,15 oder 9,54 MHz eingestellt werden konnte), verfügte über 512 KB RAM (erweiterbar durch eine Steckkarte auf 640 KB) und wurde mit MS-DOS 3.3 und Microsoft Works 1.0 ausgeliefert.
Wie schon beim CPC und vielen anderen Heimcomputern seiner Zeit war beim Euro PC die Rechnerplatine ins Tastaturgehäuse eingebaut. Für das System waren ein Bernstein-Monochrom-Monitor mit 12 Zoll Bildschirmdiagonale (MM12) und ein Farbmonitor mit 14 Zoll Bildschirmdiagonale (CM14) erhältlich. Der Euro PC besaß einen Grafikchip, der – passend zum gewählten Monitor – zwischen Hercules monochrom mit einer relativ hohen Auflösung von 720 × 348 Bildpunkten und CGA umschaltbar war. Mit damals üblichen CGA-Emulatoren konnten häufig Spiele, die für CGA-Adapter ausgelegt waren, dennoch im Hercules-Modus betrieben werden.
Für einen PC ungewöhnlich war das externe Netzteil. Als Massenspeicher war ein 3½-Zoll-Diskettenlaufwerk (720 KB) eingebaut. Als Zubehör gab es ein externes 3½-Zoll-Diskettenlaufwerk mit ebenfalls 720 KB (FD720), ein 5¼-Zoll-Diskettenlaufwerk mit 360 KB (FD360) Kapazität sowie eine 20-MB-Festplatte (XT Attachment, ähnlich IDE/ATA). Diese konnte durch kein anderes Modell ersetzt werden, da die Laufwerkgeometrie im BIOS fest einprogrammiert war. Allerdings war es möglich, mit einem entsprechenden Controller im Erweiterungssteckplatz auch andere Festplatten zu betreiben.
Das Gerät wurde ab 1988 u. a. über große Versandhäuser zu einem Preis von 1.800 DM (nach anderen Quellen 1.600 DM) vertrieben.
Der breite und hart umkämpfte PC-Markt ließ eigentlich wenig Raum für weitere Geräte in diesem Sektor, aber das Modell verkaufte sich durch seinen sehr günstigen Preis und das schlanke, heimcomputerartige Erscheinungsbild dennoch in beachtlichen Stückzahlen.
Neben dem Euro PC gab es auch noch den Euro PC II, der auf 768 KB RAM und um einen mathematischen 8087-Koprozessor erweitert werden konnte, den Euro XT, den Euro AT, der einen 80286-Prozessor (hergestellt von Siemens), 1 MB RAM und eine EGA-Grafik mit 640 × 480 Pixeln Auflösung besaß, und den Euro SX.
Schneider Euro PC und Euro PC II können durch eine 8-Bit-ISA-Karte halber Baulänge erweitert werden. Auf diese Weise kann z. B. eine VGA-Karte nachgerüstet werden.
|                                      | Euro PC                                      | Euro PC II                                   | Euro XT                                      | Euro AT                                                                                  | Euro SX      |
| ------------------------------------ | -------------------------------------------- | -------------------------------------------- | -------------------------------------------- | ---------------------------------------------------------------------------------------- | ------------ |
| CPU                                  | 8088                                         | 8088                                         | 8088                                         | 80286                                                                                    | 80386SX      |
| CPU-Taktfrequenz                     | 9,54 MHz                                     | 9,54 MHz                                     | 9,54 MHz                                     | 12 MHz                                                                                   | 20 MHz       |
| umschaltbar auf                      | 7,17/4,77 MHz                                | 7,17/4,77 MHz                                | 7,17/4,77 MHz                                | 6 MHz                                                                                    |              |
| Wait-State                           | –                                            | –                                            | –                                            | 0                                                                                        |              |
| Co-Prozessor (optional)              | –                                            | 8087                                         | 8087                                         | 80287                                                                                    | 80387SX      |
| Hauptspeicher                        |                                              |                                              |                                              |                                                                                          |              |
| RAM-Standard                         | 512 KB                                       | 512 KB* oder 768 KB                          | 640 KB Hauptspeicher + 128 KB RAM-Disk       | 1 MB                                                                                     |              |
| erweiterbar auf der Hauptplatine bis | –                                            | 768 KB*                                      | –                                            | –                                                                                        |              |
| erweiterbar im System bis            | –                                            | –                                            | –                                            | 16 MB                                                                                    |              |
| ROM                                  | 32 KB BIOS mit Setup                         | 32 KB BIOS mit Setup                         | 32 KB BIOS mit Setup                         | 64 KB Phoenix-BIOS mit Setup                                                             |              |
| Diskettenlaufwerk                    | 1 × 3,5 Zoll                                 | 1 × 3,5 Zoll                                 | 1 × 3,5 Zoll                                 | 1 × 3,5 Zoll                                                                             | 1 × 3,5 Zoll |
| Kapazität                            | 720 KB                                       | 720 KB                                       | 720 KB                                       | 1,44 MB                                                                                  | 1,44 MB      |
| Festplattenlaufwerk                  | optional extern (HD20)                       | optional extern (HD20)                       | intern                                       | intern (Seagate ST-142A)                                                                 | intern       |
| Kapazität                            | –                                            | –                                            | 21 MB                                        | 42 MB                                                                                    |              |
| Datenübertragungsrate                | –                                            | –                                            | 157 KB/sec                                   | 664 KB/sec                                                                               |              |
| mittlere Zugriffszeit                | –                                            | –                                            | 68 ms                                        | 28 ms                                                                                    |              |
| Interleave                           | –                                            | –                                            | –                                            | 1:1                                                                                      |              |
| Videoadapter                         | Hercules, CGA                                | Hercules, CGA                                | Hercules, CGA                                | EGA, kompatibel zu CGA und Hercules                                                      |              |
| Videospeicher                        | 64 KB                                        | 64 KB                                        | 64 KB                                        | 256 KB RAM, 32 KB EGA BIOS                                                               |              |
| Grafikmodi                           |                                              |                                              |                                              |                                                                                          |              |
| Hercules                             | 720 × 348, monochrom                         | 720 × 348, monochrom                         | 720 × 348, monochrom                         | 720 × 348, monochrom                                                                     |              |
| CGA                                  | 320 × 200, 4 Farben, 16 Farben               | 320 × 200, 4 Farben, 16 Farben               | 320 × 200, 4 Farben, 16 Farben               | 320 × 200, 4 Farben                                                                      |              |
|                                      | 640 × 200, 2 Farben, 4 Farben                | 640 × 200, 2 Farben, 4 Farben                | 640 × 200, 2 Farben, 4 Farben                | 640 × 200 monochrom                                                                      |              |
| EGA                                  | –                                            | –                                            | –                                            | 640 × 350, 16 aus 64 Farben                                                              |              |
| Schneider-HI-RES-Grafik              | –                                            | –                                            | –                                            | 640 × 480, 16 aus 64 Farben                                                              |              |
|                                      | –                                            | –                                            | –                                            | 752 × 420, 16 aus 64 Farben                                                              |              |
|                                      | –                                            | –                                            | –                                            | 800 × 600, 16 aus 64 Farben                                                              |              |
| Text (16-farbig)                     | 40 Zeichen × 25 Zeilen                       | 40 Zeichen × 25 Zeilen                       | 40 Zeichen × 25 Zeilen                       | 40 Zeichen × 25 Zeilen                                                                   |              |
|                                      | 80 Zeichen × 25 Zeilen                       | 80 Zeichen × 25 Zeilen                       | 80 Zeichen × 25 Zeilen                       | 80 Zeichen × 25 Zeilen                                                                   |              |
|                                      |                                              |                                              |                                              | 80 Zeichen × 21 bis 43 Zeilen                                                            |              |
|                                      |                                              |                                              |                                              | 100 Zeichen × 37 bis 75 Zeilen                                                           |              |
|                                      |                                              |                                              |                                              | 120 Zeichen × 21 bis 43 Zeilen                                                           |              |
|                                      |                                              |                                              |                                              | 132 Zeichen × 21 bis 32 Zeilen                                                           |              |
| Grafikerweiterung (optional)         | EGA/VGA anderer Anbieter                     | EGA/VGA anderer Anbieter                     | EGA, VGA, SVGA mit EURO-VGA-Karte            | VGA, SVGA mit EURO-VGA-Karte                                                             |              |
| Schnittstellen                       |                                              |                                              |                                              |                                                                                          |              |
| Seriell (RS-232)                     | 1                                            | 1                                            | 1                                            | 1                                                                                        |              |
| Parallel                             | 1                                            | 1                                            | 1                                            | 1                                                                                        |              |
| Bus-Maus/Joystick umschaltbar        | 1                                            | 1                                            | 1                                            | 1                                                                                        |              |
| externes Diskettenlaufwerk           | 1                                            | 1                                            | 1                                            | 1                                                                                        |              |
| externe Festplatte                   | 1                                            | 1                                            | –                                            | –                                                                                        |              |
| Erweiterungssteckplätze              |                                              |                                              |                                              |                                                                                          |              |
| Gesamt                               | 1                                            | 1                                            | 3                                            | 3                                                                                        |              |
| davon 8 Bit                          | 1 (für kurze Karte)                          | 1 (für kurze Karte)                          | 2                                            | 1                                                                                        |              |
| davon 16 Bit                         |                                              |                                              |                                              | 1                                                                                        |              |
| Schneider Expansion Port             |                                              |                                              | 1                                            | 1                                                                                        |              |
| optionale Laufwerkserweiterungen     |                                              |                                              |                                              |                                                                                          |              |
| FD1200T                              | –                                            | –                                            | –                                            | 5,25-Zoll-Diskettenlaufwerk mit 1,2 MB                                                   |              |
| FD360                                | 5,25-Zoll-Diskettenlaufwerk mit 360 KB       | 5,25-Zoll-Diskettenlaufwerk mit 360 KB       | 5,25-Zoll-Diskettenlaufwerk mit 360 KB       | 5,25-Zoll-Diskettenlaufwerk mit 360 KB                                                   |              |
| FD720                                | 3,5-Zoll-Diskettenlaufwerk mit 720 KB        | 3,5-Zoll-Diskettenlaufwerk mit 720 KB        | 3,5-Zoll-Diskettenlaufwerk mit 720 KB        | 3,5-Zoll-Diskettenlaufwerk mit 720 KB                                                    |              |
| HD 20                                | 20-MB-Festplatte                             | 21-MB-Festplatte                             |                                              |                                                                                          |              |
| STS40                                |                                              |                                              |                                              | Bandlaufwerk mit 40 MB Kapazität                                                         |              |
| Tastatur                             | 86 Tasten, QWERTZ                            | 86 Tasten, QWERTZ                            | MF2-kompatibel, 102 Tasten, QWERTZ           | MF2-kompatibel, 102 Tasten, QWERTZ                                                       |              |
| Softwareausstattung (Lieferumfang)   | MS-DOS 3.3, GW-BASIC, MS-WORKS               | MS-DOS 3.3, GW-BASIC, MS-WORKS               | MS-DOS 3.3, GW-BASIC                         | MS-DOS 3.3, GW-BASIC                                                                     |              |
| Systemmonitore                       | MM12 (Hercules, bernsteinfarben), CM14 (CGA) | MM12 (Hercules, bernsteinfarben), CM14 (CGA) | MM12 (Hercules, bernsteinfarben), CM14 (CGA) | MM12 (Hercules, EGA monochrom), CM14 (CGA), EM14 (EGA, CGA), MS14 (Multiscan, alle Modi) |              |